# Église Shincheonji de Jésus
L'Église Shincheonji de Jésus, le Temple du Tabernacle du Témoignage (hangeul : 신천지예수교 증거장막성전), en abrégé Shincheonji (français :  Nouveau Ciel Nouvelle Terre, hangeul : 신천지), est un mouvement religieux chrétien minoritaire et originaire de Corée du Sud,. L'église a été fondée le 14 mars 1984 par le pasteur Lee Man-Hee, après l’effondrement du Temple du Tabernacle à Gwacheon ; un mouvement qui est apparu en 1966 avec 7 messagers au pied de la montagne Cheonggye.
Le siège général de l’organisation se situe dans la ville de Gwacheon, au sud de Séoul. Elle possède des branches dans diverses villes de Corée du Sud comme à Daegu, à 300 km au sud-est de Séoul, à Pusan, Gwangju et Daejeon. Le mouvement véhicule une doctrine centrée sur les prophéties du nouveau testament; en particulier celles liées au livre de l’Apocalypse de Jean.  
Dans l’histoire contemporaine des nouveaux mouvements religieux chrétiens de Corée du Sud, Shincheonji est l’une des principales églises ayant une forte dynamique de croissance. En 2020, elle revendique plus de 300 000 membres dans plus de 20 pays.
En février 2020, Shincheonji est inculpé par le gouvernement coréen pour avoir violé la loi sur la prévention des maladies infectieuses, affirmant que l'organisation religieuse était responsable de la propagation du Coronavirus.
Le 12 aout 2022, les tribunaux ont cependant acquitté Shincheonji, du tribunal de première instance à la Cour suprême.

## Histoire

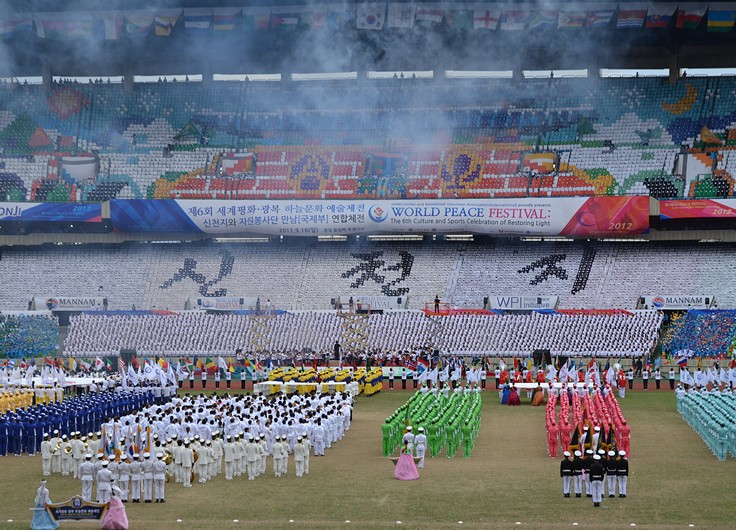
La sixième Olympiade nationale de Shincheonji au stade olympique de Séoul en 2012.

Le mouvement est fondé le 14 mars 1984 à Daegu, ville de naissance du fondateur Lee Man-hee, lequel se sépare au même moment du mouvement Olive Tree (en) en plein déclin à la suite de son changement de doctrine théologique en 1980. Le nom de Shincheonji est dérivé de la « nouvelle terre » du premier verset du 21e chapitre d'Apocalypse ; la mention de Jésus signifie que le leader du mouvement est Jésus réincarné ; le Temple du Tabernacle du Témoignage vient du cinquième verset du 15e chapitre d'Apocalypse.
Le 13 décembre 2012, lors des élections présidentielles sud-coréennes de 2012, le critique évangélique Kim Yong-min répand l'idée que la candidate du parti Saenuri, Park Geun-hye, est associée au mouvement. L'information est démentie le même jour par le parti. Le Conseil chrétien de Corée (en) confirme que rien ne lie Park Geun-hye à Shincheonji.
Le mouvement véhicule une doctrine évangéliste centrée sur l’Apocalypse, est accusée de dérives sectaires.

### Pandémie de Covid-19 en 2020
Dans le contexte de la pandémie de maladie à coronavirus début 2020, la Corée du Sud présente en dessous de 30 cas confirmés jusqu'au 17 février, mais le mouvement Shincheonji joue un rôle important dans la transmission de la maladie.
Une femme de 61 ans, membre de Shincheonji, présente de la fièvre dès le 10 février, mais refuse deux fois de se soumettre au test de dépistage du coronavirus au prétexte de ne pas s'être rendue à l'étranger. Elle réalise des aller-retours entre l'hôpital et le mouvement et assiste à quatre offices religieux où se trouvent 1 001 autres fidèles de Shincheonji. Elle est confirmée atteinte de la maladie du coronavirus le 18 février, portant le total du nombre d'infections à 31.
Les fidèles du mouvement sont soumis au test et le nombre de cas confirmés en Corée du Sud connaît une augmentation brusque de 20 cas dès le 19 février, portant le total à 51. Le 20 février, le total augmente à 82, puis 104 dont la moitié est membre de Shincheonji,. Avec 142 nouveaux cas pour un total de 346 le 21 février, 229 nouveaux cas pour un total de 433 le 22 février, 169 cas pour un total de 602 le 23 février, la Corée du Sud devient le plus grand foyer de maladie à coronavirus derrière la Chine et le paquebot Diamond Princess. Le maire de Daegu appelle alors les fidèles de la secte à subir le test. La Corée du Sud se dresse en état d'urgence, puis devient officiellement le plus grand foyer d'infection hors de Chine le lendemain avec 833 cas. Quelque 60 % des 4 000 cas détectés début mars 2020 étaient liés à l’Église Shincheonji.
Le mouvement se voit très rapidement accusé d'avoir favorisé la propagation de la maladie. Un demi-million de personnes signent une pétition sur le site Internet de la Maison Bleue demandant la dissolution de l'organisation. Le maire de Séoul décide de fermer les églises de l'organisation présentes à Séoul.
Shincheonji communique son intention de coopérer avec le gouvernement, dénonce la haine proférée à l'égard de ses fidèles et critique les accusations contre l'organisation, se considérant « la plus grande victime d'un virus originaire de Chine ». À la demande du gouvernement sud-coréen, Shincheonji fournit une liste de 210 000 personnes supposée être la liste exhaustive des fidèles. Toutefois, selon le gouvernement sud-coréen, autour de 70 000 nouvelles recrues ne figurent pas sur cette liste. Shincheonji justifie ses difficultés à fournir une liste complète car plusieurs de ses membres ne sont pas encore des « membres à part entière ». La peur de l'ostracisme dissuade plusieurs membres de l'organisation de se déclarer pour se faire dépister. Le 2 mars, la mairie de Séoul porte plainte pour homicide contre douze dirigeants du mouvement, dont le fondateur Lee Man-Hee, qui sont accusés de ne pas avoir encouragé leurs membres à coopérer avec le personnel sanitaire pour empêcher la propagation du coronavirus et d'avoir transmis une liste inexacte. Lee Man-hee se présente publiquement en personne le même jour, à genoux et front contre terre, pour s'excuser de la responsabilité de l'organisation dans la contamination en Corée du Sud.

## Centre de Mission Chrétienne de Sion

### Présentation
Fondé en 1990 en Corée du Sud, le Centre de mission chrétienne de Sion est un établissement d’enseignement biblique affilié à l'Église Shincheonji de Jésus, le Temple du Tabernacle du Témoignage. Il propose des cours gratuits d’étude biblique, avec une attention particulière accordée à l’interprétation du livre de l’Apocalypse.
Le programme d’enseignement est ouvert aux personnes intéressées indépendamment de leur affiliation religieuse.
D’après les données communiquées par l'organisation, le réseau compte plus de 282 centres de mission sont implantés dans plus de 66 pays, incluant notamment les États-Unis, le Canada, l’Allemagne, la France, l’Espagne, la Chine, le Japon, l’Inde, les Philippines et plusieurs pays d’Asie du Sud-Est.

### Enseignement
Le Centre de Mission Chrétienne de Sion base son enseignement sur la Bible de l'Ancien Testament et du Nouveau Testament. L'église témoigne principalement du second avènement de Jésus en s'appuyant sur les prophéties du nouveau testament en particulier celles du livre de l'Apocalypse de Jean ( Apocalypse 1:2, Apocalypse 10, Apocalypse 22:16 ).

« Selon Jean 1:1 nous croyons que Dieu est la Parole. C’est pourquoi la parole de la Bible constitue le standard de la vie de foi. Ainsi, s’il est une question qui émerge de la Bible, alors la réponse aussi sera donnée selon les écritures. »

— Centre de Mission Chrétienne de Sion
| 3 Niveaux     | Description des niveaux d'enseignement |
| ------------- | --- |
| Introduction  | L’introduction à la doctrine de l’église, explore les raisons évoquées dans les textes bibliques, pour lesquelles Jésus a choisi de transmettre les "secrets du royaume des cieux", sous forme de paraboles, ainsi que leur sens biblique. |
| Intermédiaire | Le second module porte sur les événements majeurs relatés dans l’Ancien et le Nouveau Testament; avec un accent particulier mis sur les prophéties et leurs interprétations. L’approche pédagogique vise à relier les récits bibliques entre eux tout en mettant en lumière les correspondances perçues entre les annonces prophétiques et leur accomplissement physique. |
| Avancé        | Le dernier module enseigne le livre de l’Apocalypse, abordé à travers une approche quintilienne (qui, quand, quoi, où, comment, pourquoi) dans le but guider la compréhension des prophéties et de leur accomplissement physique selon la doctrine du mouvement religieux.                                                                                                |

### Cérémonie de remise de diplômes

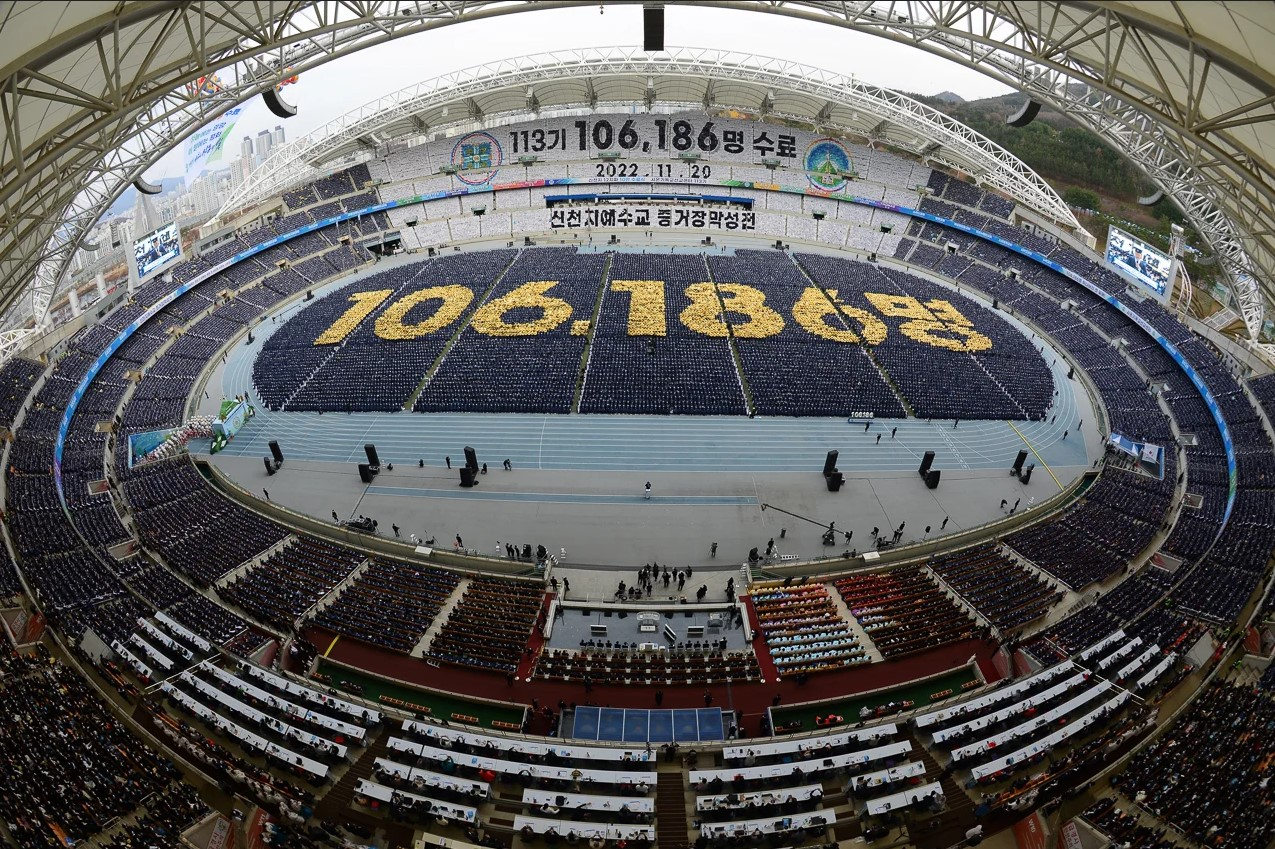
113ème promotion - cérémonie de diplôme des 106186 du 22 novembre 2022 au stade de Daegu Corée du Sud

Au cours de cette cérémonie, tous les étudiants à travers le monde ayant terminé le cursus reçoivent leur diplôme du Centre de Mission Chrétienne de Sion.
Lors des évènements de la COVID-19, les cours ont été déplacés en ligne via l’application Zoom. Parmi ceux qui ont suivi les cours du centre de mission chrétienne de Sion, il y avait 522 pasteurs, une augmentation significative de la participation des pasteurs par rapport aux années précédentes.
Plusieurs pasteurs ayant suivi la formation de Shincheonji témoignent d'une évolution dans leur approche de l’enseignement biblique, notamment sur l’Apocalypse. Selon certains, la formation reçue les a amenés à approfondir des aspects du texte qu’ils abordaient peu auparavant, ou à modifier leurs pratiques pastorales dans le sens d’un partage plus large de ces enseignements.
Cette dynamique s’observe aussi bien parmi les pasteurs coréens que parmi ceux issus d’autres pays, où des structures locales ont été adaptées pour diffuser la doctrine du mouvement,.

### Nombre de diplômés au fil des années
- En 2024, 111 628  diplômés[38],[39]

- En 2023, la cérémonie comptabilisait 108 084 diplômés[37]
- Le 20 novembre 2022, l’académie biblique du Centre de Mission Chrétienne de Sion réalise la plus grande graduation au monde de toute institution théologique avec plus de 106 186 diplômés[40]. La Cérémonie physique de diplôme a eu lieu au stade de Daegu en Corée du Sud limitée à seulement 80 000 participants en priorisant la sécurité de tous les participants[36]
- En 2019, la cérémonie comptabilisait 103 764 diplômés[41]

## Actions humanitaires

### Campagne du don de Sang

#### Don de plasma sanguin
Début 2020, environ 5 000 cas confirmés de la Covid-19 ont été trouvés parmi les membres de l’Église Shincheonji. Aujourd'hui, la plupart d’entre eux se sont rétablis du virus.
Face à la situation d’urgence de la Covid-19, les autorités sanitaires coréennes ont expliqué que la thérapie par plasma pouvait entraîner une réduction de la mortalité : en particulier chez les patients sévères, en l'absence d'autres traitements tels que les vaccins.
Dans ce contexte de situation épidémique, l’église Shincheonji a coopéré avec le KCDC (Centre Coréens de contrôle et de prévention des maladies) pour le don supplémentaire de cette ressource en vue du développement d’un vaccin contre la Covid-19. Ainsi, durant la troisième vague de dons de plasma, 2 040 volontaires de Shincheonji Église de Jésus, se sont mobilisés sur 3 741 personnes en Corée du Sud.

Le président Lee Man-Hee de Shincheonji, en tant que leader religieux, a déclaré en juillet que ce don de plasma est  : 

« le travail qui doit être fait en tant que citoyen de ce pays et en tant que vrais croyants, (qui) est de garder le commandement de Jésus, d’aimer son prochain comme soi-même (Mt 22 :39 de la Bible). »

— Man Hee Lee, président de Shincheonji Eglise de Jésus

#### Don de sang
Shincheonji Église de Jésus a également mené une campagne de don de sang à grande échelle pour la deuxième fois en 2022. En conséquence, 18 819 personnes ont participé au premier tour et 73 807 personnes ont participé au second tour de ce don de sang. Cet effort mené au début de 2022 a permis d'obtenir le plus grand nombre de dons de sang par une seule institution dans la période la plus courte, établissant un record du monde Guinness.
Shincheonji a obtenu la certification du Korea Record Institute (KRI) pour le plus grand nombre de dons de sang. Et en juillet 2022, « We Are One », un groupe bénévole de l’église Shincheonji, composé de 90 000 jeunes coréens et étrangers, a lancé une campagne de don de sang nommée LifeOn. Les jeunes de cette organisation ont annoncé leur plan pour faire face aux défis nationaux et aux crises mondiales.

#### Distinctions et reconnaissances
| Date           | Détails |
| -------------- | --- |
| 2 octobre 2022 | Le groupe We Are One Youth Volunteer de Shincheonji figure dans le Livre des records Guinness. |
| 16 juin 2022   | Certification officielle de l'institut de records de Corée du Sud : "Le plus grand nombre de donneurs de sang sur la plus courte période pour une seule organisation" et "La plus grande donation de coupons pour le don de sang". |
| 14 Juin 2022   | Remise d'un certificat de reconnaissance par le président de la croix rouge de Corée du Sud. |

## Relations avec d’autres églises chrétiennes
L’église Shincheonji a organisé des conférences thématiques et signé plusieurs protocoles d’accord (memoranda of understanding, MOU) avec des communautés chrétiennes partenaires dans plusieurs pays à travers l’Afrique, l’Europe, l’Amérique et l’Asie. Certains de ces partenariats ont conduit à un changement d’enseigne, témoignant d’un rapprochement institutionnel et d’une volonté commune de coopération pastorale et doctrinale à l’échelle internationale.
Le 5 juin 2024, l’Église Shincheonji avait signé des protocoles d’accord avec 12 538 églises réparties dans 83 pays.

## Controverses

### Controverse sur les 144 000
Shincheonji, en tant que mouvement religieux, a attiré l'attention et suscité des controverses en raison de son interprétation particulière des enseignements bibliques, notamment en ce qui concerne les 144 000 et la multitude en blanc mentionnés dans le livre de l'Apocalypse de Jean.
Shincheonji enseigne que selon Apocalypse 7: 2 - 8 et 14: 1 - 5, 144 000 prêtres des 12 tribus du nouvel Israël spirituel dont 12 000 personnes scellées par tribu participeront à la «première résurrection» (1 Corinthiens 15) et règneront sur la terre avec Jésus pendant 1 000 ans en tant que prêtres et rois.
Les 144 000 mentionnés dans Apocalypse 7: 4 sont les membres des 12 tribus de Shincheonji qui sont créés en étant scellés du sceau de Dieu. Cependant, il faut noter qu’il n’y pas que 144 000 personnes qui seront sauvées. Certains appartiendront à la «Grande multitude en blanc» qui sortira de la grande tribulation (Apocalypse7: 9 - 10). Ces 12 tribus sont nommées d’après les 12 tribus de l’époque de l’Ancien Testament et des disciples de Jésus,.

### Autre controverse
Des critiques de Shincheonji ont été diffusées à plusieurs reprises en 2007 et 2008 par MBC ; selon l'émission, les croyants croient que Lee Man-hee vivra pour toujours. Shincheonji accuse l'émission de diffuser de fausses informations et poursuit MBC en justice. La Haute Cour de Séoul demande à MBC de communiquer les informations à corriger.
En août 2019, la Convention baptiste de Manipur en Inde appelle ses fidèles à se méfier de Shincheonji en ces termes :

« Il s'agit d'informer toutes les associations, institutions et églises de la Convention baptiste de Manipur (MBC) de rester informé et vigilant sur le dangereux groupe de culte hérétique, appelé Shincheonji, de Corée du Sud. Leur chef Lee Man-hee prétend avoir accès à une connaissance secrète des Écritures que les autres pasteurs d'église ne connaissent pas. En outre, il affirme que l'on ne peut vraiment connaître Dieu qu'en suivant et en écoutant les enseignements de Shincheonji. [...] Leurs enseignements créent de l'animosité et de la méfiance entre les membres d'église et les pasteurs d'église locaux. Une fois qu'ils font partie de ce groupe, ils passent la plupart de leur temps à inviter des gens à rejoindre le groupe Shincheonji et à passer bien moins de temps avec leurs familles, amis et à l'église, ainsi qu'à négliger et quitter leurs études ou leur travail. »

— Wungnaoting Konghar, secrétaire général de la Convention baptiste de Manipur

## Analyses
Selon le prêtre catholique Lee Geum-jae, la société sud-coréenne elle-même est responsable du succès d'un mouvement comme celui de Shincheonji. D'après son analyse, le modèle ultra compétitif de la société en Corée du Sud, connue pour son taux de suicide (en) parmi les plus élevés au monde et son système scolaire très exigeant, expose les personnes en difficulté aux recruteurs du groupe religieux qui se renseignent sur leurs goûts et leur apportent des aides. Ces personnes reçoivent la promesse qu'elles deviendront des prêtres et seront servies comme des rois par le seul fait de rejoindre le groupe et trouvent en Shincheonji un confort et une sécurité qui les attire, malgré le scepticisme qu'elles peuvent éprouver en la personne du fondateur Lee Man-hee. Il conclut en la nécessité pour la société sud-coréenne de trouver des alternatives et des méthodes de reconversion en cas d'échec.